# Félix Manuel Pérez Miyares
Pour les articles homonymes, voir Felix Pérez et Pérez.
Pérez  Miyares est un nom espagnol. Le premier nom de famille, en général paternel, est Pérez ; le second, en général maternel, souvent omis, est Miyares.
Félix Manuel Pérez Miyares, né le 4 septembre 1936 à Nerva et mort le 24 novembre 2024, est un avocat, professeur d'université et homme politique espagnol.

## Formation et profession
Il a étudié le droit à l'Université de Séville, où il s'est spécialisé dans le droit du travail et le droit syndical. Plus tard, il poursuivit des études en sociologie, droit des sociétés et criminologie.
Devenu avocat syndical en 1965, il s'intéressa également à la carrière enseignante et fut professeur l'Université de La Laguna.

## Activités politiques
Membre de l'Union du centre démocratique, dont il présidait la fédération d'Andalousie, Félix Manuel Pérez Miyares fut élu député pour Huelva lors des législatives constituantes du 15 juin 1977, puis réélu au cours des élections législatives du 1er mars 1979.
Le 9 septembre 1980, il est nommé ministre du Travail dans le troisième gouvernement d'Adolfo Suárez. Cependant, il n'est pas reconduit dans le gouvernement formé par Leopoldo Calvo-Sotelo le 26 février suivant.
Par ailleurs, lors de l'étape pré-autonome de la Junte d'Andalousie, il fut conseiller à l'Agriculture et à la Pêche.
À la suite de la dissolution de l'UCD en 1983, il adhère au Centre démocratique et social, nouveau parti fondé par Adolfo Suárez, et est élu représentant de la province de Jaén au Congrès des députés au moment des législatives du 22 juin 1986. En 1998, il est nommé coordinateur général des opérations de dépollution de la rivière Guadiamar par le gouvernement espagnol de José María Aznar.